# Association des jeux du Commonwealth de Gibraltar
L'association des Jeux du Commonwealth de Gibraltar , en anglais Commonwealth Games Association of Gibraltar (CGAG) est l’organisme qui est responsable du mouvement des Jeux du Commonwealth dans le territoire britannique d'outre-mer de Gibraltar. Elle est signataire de l'Agence mondiale antidopage
Le territoire ne possédant pas de comité national olympique, la structure fait également office de promotion du sport du territoire dans les différentes compétitions internationales. Le Comité olympique de Gibraltar est elle une association qui tente depuis 1990 de se faire reconnaitre auprès du Comité international olympique (CIO) comme CNO.
Gibraltar a fait son début en compétition en 1958 lors de Jeux de Cardiff et y participe de façon régulière. En 2018, Gibraltar s'est positionné pour accueillir les Jeux de la Jeunesse du Commonwealth de 2021 à la suite de la défection de Belfast